# Parafia św. Brata Alberta w Jaworze
Parafia pw. św. Brata Alberta – rzymskokatolicka parafia w Jaworze, należąca do dekanatu jaworskiego diecezji legnickiej. Proboszczem jest ks. Piotr Bizoń. Obsługiwana przez księży diecezjalnych. 
Parafia została erygowana 25 listopada 2007 roku.  

## Zasięg parafii
Ulice w Jaworze: Starojaworska, Boczna, Widokowa, Zachodnia, Cukrownicza.